# Dezider Hoffmann
Pour les articles homonymes, voir Hoffmann.
Dezider Hoffmann, Dežo Hoffmann ou Dezső Hoffmann, né le 24 mai 1912 à Selmecbánya (en allemand : Schemnitz, en slovaque : Banská Štiavnica) et mort le 29 mars 1986 à Londres, est un photographe, photojournaliste issu de la minorité hongroise de Slovaquie, alors sous contrôle de l'empire austro-hongrois. Il s'est fait connaître dans les années 1960 en photographiant des personnalités du show business et plus particulièrement les Beatles.

## Biographie

### Les débuts
Après la mort de son père, il suivit sa mère à Žilina, la ville d'origine de celle-ci. Il étudia la typographie et le journalisme à Prague où il vécut en exerçant de petits métiers, tel celui de vendeur de billets au théâtre. Il commença sa carrière artistique en 1933 en entrant au Studio AB (qui deviendra plus tard les Studios Barrandov) pour y tenir une caméra. À partir de 1934, Il réalisa son plus grand rêve en se faisant embaucher à la Twentieth Century Fox, à Paris, comme caméraman-journaliste .

### Les années de guerre
Entre la fin 1935 et le début 1936, il fut envoyé en reportage en Abyssinie afin de couvrir l'invasion des troupes de Mussolini, puis en juillet 1936 à Barcelone pour filmer les Olympiades populaires. À peine arrivé en Espagne, il se retrouva engagé dans la guerre d'Espagne avec les républicains au sein du bataillon hongrois Rákosi. Durant cette période, il se lia d'amitié avec Hemingway et Robert Capa et se maria avec une espagnole.
C'est durant la guerre d'Espagne qu'il délaissa la caméra pour se consacrer au photo-reportage, équipé d'un Rolleiflex. De façon fortuite, puisque sa caméra tombant en panne, il ne trouva qu'un appareil photographique pour continuer à travailler .
À la fin de la guerre civile, il passa la frontière française pour se réfugier mais fut arrêté et interné au camp de Saint-Cyprien. Son épouse fut tuée lors de la traversée de la frontière. Il s'enfuit du camp en 1940 pour rejoindre Londres. Il fut correspondant de guerre pour les batailles birmanes, indiennes et nord-africaines de la Seconde Guerre mondiale, en accompagnant les pilotes tchèques et slovaques de la RAF. Il fut grièvement blessé lors du débarquement en Normandie et ne participa pas à d'autres opérations.

### Le retour en Angleterre
Après la guerre, il fonda sa propre compagnie de cinéma à Leicester, qui fit faillite en 1949.
Il retourna s'installer à Londres et travailla pour différents journaux et magazines. En 1955, il entama une collaboration avec le magazine Record Mirror, genèse d'une carrière de photographe des célébrités du show business.

### La période Beatles
En 1962, Dežo Hoffmann fut envoyé à Liverpool pour photographier un groupe inconnu hors de leur ville mais prometteur : les Beatles. Il photographia John, Paul, George et Ringo dès leur première séance d'enregistrement pour Parlophone aux studios EMI d'Abbey Road à Londres le 4 septembre 1962. C'est une grande sympathie mutuelle qui permit d'établir une relation qui durera jusqu'en 1964 entre le photographe et le groupe. Peut-être non sans l'humour décalé des Beatles, Paul McCartney déclara qu'il était « le meilleur photographe au monde ». L'originalité des photographies d'Hoffmann et son côté « brave type » toujours bienvenu attirèrent l'attention d'un certain nombre d'autres stars. Son fort accent d'Europe centrale ajouta par ailleurs à son charme. De son côté, Hoffmann estimait que les Beatles « ne ressemblaient même pas aux personnalités typiques que j'ai rencontrées. Ils étaient complètement spontanés, charmants, pleins d'enjouement et d'énergie juvénile. »
Il fut le photographe officiel des Beatles de 1963-1964 et réalisa des milliers d'images dont de nombreuses furent utilisées pour la vente, l'illustration de produits dérivés ou les pochettes des disques Live at the BBC et Love.
Certaines séances photos restent parmi les plus marquantes du groupe, comme celles faites chez le coiffeur ou dans Sefton Park, jardin public du centre de Liverpool. À cet endroit furent réalisées la fameuse photo des membres du groupe sautant en l'air,. Il les filma et les photographia également sur la plage de Weston-super-Mare du 22 au 27 juillet 1963, affublés de combinaisons de bain « 1900 ». À chaque fois que les Beatles passaient à Londres, il les accueillait pour une séance photo dans son studio de Wardour street, dans Soho. C'est là, en mai 1963, qu'il fit les photographies du groupe dans leur célèbre costume gris. Brian Epstein intitula ces séries Nempics et les numérota Nemposes N°1, etc. Ces images promotionnelles furent largement diffusées. En novembre 1967, les Beatles firent référence à ces photos en enfilant ce fameux costume lors du tournage de la vidéo de Hello, Goodbye.
Lors du concert de l'Olympia de Paris en janvier 1964, il s'amusa à mettre en vente, au foyer de la salle de spectacle, des photos du groupe et des photographies de chacun des quatre membres pour tester leur popularité. Il fut surpris du choix du public français qui donna largement la préférence à Ringo.
En mars 1964, des conflits avait commencé à survenir entre le photographe et John Lennon. À partir de ce moment-là, Dežo Hoffmann travailla de moins en moins souvent avec les Beatles, déclarant qu'« ils s'adonnaient à la drogue » et cessa toute collaboration avec eux après le tournage de Help!, en 1965. John Lennon et Dežo Hoffmann se retrouvèrent plus tard, en 1970 à New York, et se réconcilièrent.

### L'après-Beatles
Sa carrière de photographe de vedettes continua et, même s'il prit sa retraite professionnelle au début des années 1980, il travailla pratiquement jusqu'à sa mort à Londres, en 1986, à l'âge de 73 ans.
Il a été enterré au cimetière juif du quartier de Golders Green à Londres .

### Œuvre
Il a laissé près d'un million de négatifs, dont évidemment un grand nombre n'a jamais été édité ni même tiré sur papier.
L’œuvre de Dežo Hoffmann fut longtemps ignorée du gouvernement communiste Tchécoslovaque, considérant que les expatriés n’existaient plus. De nos jours, Dežo Hoffmann est enfin reconnu en Slovaquie à l’occasion d’expositions de ses œuvres et d’un livre que lui a consacré Marian Pauer, « Dežo Hoffmann, the Beatles Photographer ».
Secrètement, Dežo Hoffmann s’efforça de mettre sa réputation dans le monde du spectacle au service du Festival musical de la Lyre à Bratislava, persuadant des artistes comme Sandie Shaw ou Cliff Richard de s’y produire, ou conseillant la radio locale sur les groupes et chanteurs à programmer.
On peut voir ses reportages de guerre à l’Imperial War Museum de Londres . Des vidéos des Beatles tournées par lui sont visibles sur certains sites de partage.

## Liste des vedettes photographiées
Liste non exhaustive
| - les Beatles - les Rolling Stones - Les Animals - Little Richard - Billy Fury - Bob Dylan - Les Faces - Les Doors - Les Kinks - Cream |  | - Dusty Springfield - les Shadows - Tom Jones - David Bowie - Jimi Hendrix - Frank Sinatra - Bob Marley - Duke Ellington - Louis Armstrong - Elton John |  | - Pink Floyd - Marianne Faithfull - Diana Ross - Omar Sharif - Laurence Olivier - Charlie Chaplin - Sophia Loren - Marlon Brando - Marilyn Monroe - The Upsetters |